# Польский коллаборационизм во Второй мировой войне
Польский коллаборационизм во Второй мировой войне — сотрудничество польских организаций, польских граждан и отдельных этнических поляков с нацистской Германией и странами «оси» во время Второй мировой войны. Во время и после войны польское правительство в изгнании (член Антигитлеровской коалиции, боровшейся с Осью и её союзниками) и польское сопротивление наказывали коллаборационистов и приговаривали тысячи из них к смертной казни. Коллаборационизм проявлялся в разных формах: начиная от промышленного и политического, заканчивая военным и культурным. Чеслав Мадайчик подсчитал, что около 5 % польских граждан активно сотрудничали с оккупационным режимом, что на фоне истории остальных европейских государств и 25 % активно сопротивляющегося населения не столь крупное число. Однако, историк Джон Конелли критикует то же население за безразличие к тяжёлому положению евреев, это он называл «структурным сотрудничеством» — явление, преследовавшее Польшу весь период оккупации.

## История
После немецкой оккупации Чехословакии в марте 1939 года Гитлер стремился сделать Польшу государством-сателлитом, предлагая территориальный обмен и продление немецко-польского пакта о ненападении. Польское правительство, опасаясь подчинения нацистской Германией, вместо этого предпочло заключить союз с Великобританией (а позже и с Францией). В ответ Германия вышла из пакта о ненападении и незадолго до вторжения в Польшу подписала пакт Молотова-Риббентропа с Советским Союзом, защитив себя от советского возмездия в случае вторжения в Польшу и в перспективе разделив Польшу между двумя тоталитарными державами.
1 сентября 1939 года Германия вторглась в Польшу. Немецкая армия прорвала оборону Польши, нанеся при этом тяжелые потери среди гражданского населения, и к 13 сентября завоевала большую часть западной Польши. 17 сентября Советский Союз вторгся в страну с востока, по итогу завоевав в 1940 году большую часть восточной Польши, а также страны Балтии и части Финляндии. Около 140 000 польских солдат и летчиков бежали в Румынию и Венгрию, а позже многие из них вскоре присоединились к польским войскам во Франции. Правительство Польши перешло границу с Румынией, а затем сформировало правительство в изгнании во Франции, а после её капитуляции — в Лондоне. Польша как государство никогда не сдавалась немцам.
Нацистские власти аннексировали самые западные части Польши и бывший Вольный город Данциг, включив его непосредственно в состав нацистской Германии, а оставшуюся оккупированную Германией территорию передали под управление недавно сформированного генерал-губернаторства. Советский Союз аннексировал остальную часть Польши, присоединив её территории к Белорусской и Украинской советским республикам. Основной целью Германии в Восточной Европе было расширение немецкого жизненного пространства («Лебенсраум»), во имя которого уничтожение или депортация всех негерманских этнических групп, включая поляков, на территориях, контролируемых генерал-губернаторством, должна была сделать их «свободными» от поляков в течение 15—20 лет. Это привело к жесткой политике, направленной против польского населения, в дополнение к явной цели нацистской Германии по уничтожению польских евреев, которая осуществлялась на оккупированных польских территориях.

## Индивидуальный коллаборационизм
Оценки количества отдельных польских коллаборационистов различаются в зависимости от определения «коллаборационизма» или «сотрудничества». По оценкам Клауса-Петера Фридриха, их число варьируется от всего лишь 7000 до нескольких сотен тысяч (включая польских чиновников, нанятых немецкими властями; офицеров «синей полиции», которые были обязаны нести службу; обязательных рабочих «трудовой повинности»; немецкого меньшинства в Польше и даже польское крестьянство, которое, с одной стороны, подвергалось реквизиции продовольствия со стороны немцев, а с другой, сотрудничало и получало финансовую выгоду от экономики военного времени и «удаления» евреев из польской экономики на протяжении большей части войны. Послевоенная коммунистическая польская пропаганда изображала все некоммунистическое польское сопротивление, в частности Армию Крайову, как «нацистских коллаборационистов».
Чеслав Мадайчик подсчитал, что 5 % населения генерал-губернаторства активно сотрудничали, в отличие от 25 %, которые активно сопротивлялись оккупации. Историк Джон Конелли пишет, что «только относительно небольшой процент польского населения занимается деятельностью, которую можно охарактеризовать как сотрудничество, если рассматривать ее на фоне европейской и мировой истории». Однако он критикует то же население за безразличие к тяжелому положению евреев, явление, которое он называет «структурным сотрудничеством».

## Политический коллаборационизм
В отличие от ситуации в большинстве оккупированных немцами европейских стран, где немцы успешно установили коллаборационистские правительства, в оккупированной Польше не было марионеточного правительства. Первоначально немцы рассматривали возможность создания коллаборационистского польского кабинета для управления в качестве протектората оккупированными польскими территориями, которые не были полностью присоединены к Третьему рейху. В начале войны немецкие официальные лица связались с несколькими польскими лидерами с предложениями о сотрудничестве, но все они отказались. Среди тех, кто отверг предложения Германии, были Винцентий Витос, лидер крестьянской партии и бывший премьер-министр; князь Януш Радзивилл; и Станислав Эстрайхер, выдающийся ученый из Ягеллонского университета.
В 1940 году, во время вторжения Германии во Францию, французское правительство предложило польским политикам во Франции договориться о соглашении с Германией; а в Париже известный журналист Станислав Мацкевич пытался убедить президента Польши Владислава Рачкевича провести переговоры с немцами, поскольку французская оборона рушилась, а победа Германии казалась неизбежной. Три дня спустя польское правительство и польский национальный совет отказались обсуждать капитуляцию и заявили, что будут сражаться до полной победы над нацистской Германией. Группа из восьми низкопоставленных польских политиков и офицеров порвала с польским правительством и в Лиссабоне направила Германии меморандум с просьбой провести обсуждение восстановления польского государства под немецкой оккупацией, который был отклонен немцами. По словам Чеслава Мадайчика, учитывая малозначительность участвующих поляков и отказ Берлина от меморандума, нельзя сказать, что никакого политического сотрудничества не произошло.
Расовая политика нацистов и планы Германии относительно завоеванных польских территорий, с одной стороны, и польские антигерманские настроения, с другой, в совокупности предотвратили любое польско-германское политическое сотрудничество. Нацисты предвидели возможное исчезновение польской нации, которую должны были заменить немецкие поселенцы. В апреле 1940 года Гитлер запретил любые переговоры относительно какой-либо степени автономии поляков, и эта идея не рассматривалась в дальнейшем.
Вскоре после начала немецкой оккупации прогерманский правый политик Анджей Шветлицкий сформировал организацию — Национальный радикальный лагерь — и обратился к немцам с различными предложениями о сотрудничестве, которые они проигнорировали. Светлицкий был арестован и казнен в 1940 году. Студницкий, Владислав, ещё один политик-националист и антикоммунистический публицист, и Леон Козловский, бывший премьер-министр, оба выступали за польско-германское сотрудничество против Советского Союза, но и они были отвергнуты немцами.

## Силы безопасности
Основные силы безопасности в оккупированной немцами Польше насчитывали около 550 000 солдат и 80 000 членов СС и полицейских, присланных из Германии.

### Синяя полиция
В октябре 1939 года немецкие власти приказали мобилизовать довоенную польскую полицию для службы в составе немецкой Ordnungspolizei, создав таким образом вспомогательную Синюю полицию, которая дополняла основные немецкие силы. Польские полицейские должны были явиться на службу к 10 ноября 1939 года или им грозила смерть. На пике своего развития в мае 1944 года Синяя полиция насчитывала около 17 000 человек. Их основная задача заключалась в том, чтобы действовать как регулярные полицейские силы, занимающиеся преступной деятельностью, но немцы также использовали их в борьбе с контрабандой и сопротивлением, собирая случайных гражданских лиц (облава) для принудительных работ или для казни в отместку за деятельность польского сопротивления (например, казни польского подполья польских предателей или крайне жестоких немцев), патрулирование в поисках еврейских беглецов из гетто и поддержка военных операций против польского сопротивления.

### Польская уголовная полиция (Polnische Kriminalpolizei)
Немцы также создали польскую уголовную полицию (нем. Polnische Kriminalpolizei). Команда польской уголовной полиции прошла обучение в Школе полиции безопасности и Службе безопасности рейхсфюрера СС (СД) в Рабке-Здруе. По оценкам, в польских подразделениях насчитывалось от 1790 до 2800 этнических поляков. Организация польской уголовной полиции была аналогична организации немецкой «Kriminalpolizei» и состояла из различных полицейских участков. 1-й участок занимался грабежами, нападениями, убийствами и саботажем; участок 2-й — мелкими кражами; участок 3-й — кражами со взломом и домашние воры; 4-й участок — преступления против нравственности; 5-й участок — с внутренней службой, поиском скрывающихся евреев и других разыскиваемых лиц; 6-й участок — с регистрацией разыскиваемых лиц, 7-й — с судебно-медицинской техникой и фотолабораторией.

### Вспомогательная полиция
Генерал-губернаторство пыталось сформировать дополнительные польские вспомогательные полицейские подразделения — 202-й батальон шуцманшафта в 1942 году и 107-й батальон шуцманшафта в 1943 году. Очень немногие мужчины пошли добровольцами, и немцы решили провести принудительный призыв на военную службу для пополнения своих рядов. Большинство призывников впоследствии дезертировали, и оба подразделения были расформированы. 107-й батальон шуцманшафта поднял мятеж против своих немецких офицеров, разоружил их и присоединился к сопротивлению Армии Крайовой.
Некоторые поляки также перешли на сторону советских партизан, как, например, Миколай Куницкий, ротмистр (Kompanieführer) 104-го батальнона шуцманшафта. Поляки также служили в Белорусской вспомогательной полиции и в Ипатингас бурис (Ypatingasis būrys) — в связи с тем, что часть Литвы и Белоруссии была в составе Второй Польской Республики.
В 1944 году в генерал-губернаторстве попыталась завербовать 12 000 польских добровольцев, чтобы «присоединиться к борьбе с большевизмом». Кампания провалилась: всего было завербовано 699 мужчин, 209 из которых либо дезертировали, либо были дисквалифицированы по состоянию здоровья.

### Союз самообороны
10 сентября 1939 года был создан «Союз самообороны» («Selbschutz Vereine»), в вооружённые отряды которого принимали проживавших на территории Польши этнических немцев-«фольксдойче» в возрасте от 17 до 45 лет. Эти отряды были официально распущены 30 ноября 1939 года (хотя в Люблинском воеводстве действовали до весны 1940 года), в общей сложности в них служило 45 тысяч «фольксдойче». В мае 1940 года на основе личного состава этих отрядов были созданы военизированные формирования «Sonderdienst», в которые принимали мужчин-«фольксдойче» в возрасте от 18 до 40 лет.

### Прочие службы
Кроме вышеописанных сил безопасности, польских граждан призывали в следующие охранные формирования:
- в железнодорожную охране при «главном управлении железных дорог» (Generaldirektion der Ostbahn) генерал-губернаторства;
- в «заводскую охрану» (Werkdienst);
- в военно-строительную организацию «Тодт», где они имели статус «легионеров» («OT — Polnische Legionari»)[5]. Имели право на ношение огнестрельного оружия. Весной 1944 года они были приравнены к военнослужащим Вермахта (позже немцев, которые были приравнены к военнослужащим Вермахта с ноября 1942 года)[6]

## Поляки в вермахте
После вторжения Германии в Польшу в 1939 году многие бывшие граждане Второй Польской Республики со всех польских территорий, аннексированных нацистской Германией, были насильственно призваны в Вермахт в Верхней Силезии и Померании. По закону они были объявлены гражданами Третьего рейха и поэтому в случае уклонения от призыва подвергались военному трибуналу. Профессор Рышард Качмарек из Силезского университета в Катовице, автор монографии Polacy w Wehrmachcie (Поляки в вермахте), отметил, что масштаб этого явления был гораздо больше, чем предполагалось ранее, поскольку 90 % жителей этих двух самых западных регионам довоенной Польши было приказано зарегистрироваться в Немецком народном списке (Volksliste) независимо от их желания. Точное количество этих призывников неизвестно; никаких данных после 1943 года не существует.
В мае-июне 1944 года по указанию рейхсфюрера СС Г. Гиммлера РСХА был создан специальный орган для подготовки и ведения разведывательной и диверсионно-террористической деятельности в интересах нацистской Германии в тылу советских войск — «Истребительное соединение СС „Восток“» («SS-Jagdverband „Ost“»). Для деятельности на территории Польши была сформирована оперативная группа «SS-Jagdeinsatz Polen», находившаяся в подчинении «Истребительного соединения СС „Восток“».
В июне 1946 года военный министр Великобритании сообщил парламенту, что из довоенных польских граждан, которые принудительно подписали «Фолькслист» и впоследствии служили в немецком Вермахте, 68 693 человека были захвачены или сданы Союзникам в северо-западной Европе. Подавляющее большинство, 53 630 человек, впоследствии были зачислены в Польскую армию на Западе и воевали против Германии до конца Второй мировой войны.

## Промышленный коллаборационизм
Представители деловых кругов, владельцы предприятий активно сотрудничали с Германией (в частности, выполняли германские заказы, в том числе — заказы немецкой оккупационной администрации и заказы для немецкой армии и военной промышленности):
- по состоянию на 1 апреля 1941 года 271 предприятие на территории генерал-губернаторства выполняло заказы вермахта общей стоимостью 263 250 тыс. марок[7];
- по состоянию на 1 января 1942 года 316 предприятий на территории генерал-губернаторства выполняли заказы вермахта общей стоимостью 352 310 тыс. марок[8];
- в 1943 году объём поставок по заказам немецких оккупационных властей составил 3 млрд злотых — три четверти всей товарной продукции генерал-губернаторства[9];
- в целом, по официальным данным статистики нацистской Германии, только в период до 31 марта 1944 года вклад генерал-губернаторства в военную промышленность и экономику нацистской Германии составил 5015 млрд рейхсмарок[10].

## Принудительная гражданская служба (Баудинст)
В мае 1940 года немцы учредили Baudienst («строительную службу») в нескольких округах генерал-губернаторства как форму обязательной национальной службы, сочетавшей каторжный труд с нацистской идеологической обработкой. Служба вознаграждалась карманными деньгами, а в некоторых местах являлась обязательным условием профессиональной подготовки. С апреля 1942 года уклонение от службы в Баудинсте каралось смертной казнью. К 1944 году численность Баудиенста выросла примерно до 45 000 военнослужащих.
Военнослужащие Баудинста иногда привлекались для поддержки акций (облав на евреев с целью депортации или уничтожения), например, для блокады еврейских кварталов или для обыска еврейских домов в поисках укрытий и ценностей. После таких операций военнослужащих награждали водкой и сигаретами. Неподчинение на «службе» наказывалось отправкой в карательные лагеря.
Было три филиала Баудинста:
- Polnischer Baudienst (Польская служба труда)
- Ukrainischer Heimatdienst (Украинская национальная служба)
- Goralischer Heimatdienst (Гуральская национальная служба)

## Культурный коллаборационизм

### Кино и театр
В оккупированной Польше не было польской киноиндустрии, однако несколько бывших польских граждан сотрудничали с немцами в создании таких фильмов, как антипольский пропагандистский фильм 1941 года «Heimkehr» («Возвращение домой»). В этом фильме кастинг на второстепенные роли польских актёров проводил фольксдойчерский актёр и агент гестапо Иго Сым, который во время съемок 7 марта 1941 года был застрелен в своей варшавской квартире движением сопротивления Союза вооруженной борьбы; после войны польские артисты были осуждены за сотрудничество в антипольской пропагандистской деятельности, начиная от официального выговора и кончая тюремным заключением. Некоторых польских актёров немцы принуждали к выступлениям, как в случае с Богуславом Самборским, который играл в «Возвращении домой», вероятно, чтобы спасти свою еврейскую жену.
Во время оккупации показам художественных фильмов предшествовали пропагандистские кинохроники Die Deutsche Wochenschau («Немецкое еженедельное обозрение»). Некоторые художественные фильмы также содержали нацистскую пропаганду. Польское подполье отговаривало поляков ходить в кино, советуя им, как говорится в рифмованном куплете, «Tylko świnie siedzą w kinie» («В кино ходят только свиньи»)
После казни Иго Сыма польским подпольем в отместку немцы взяли заложников и 11 марта 1941 года казнили 21 человека на полигоне Пальмири. Они также арестовали и отправили в Освенцим нескольких актёров и театральных режиссёров, в том числе таких известных деятелей, как Стефан Ярач и Леон Шиллер.
Крупнейшим театром для польской публики была варшавская «Комедиа». Существовало также десяток небольших театров. Польским актёрам подполье запретило выступать в этих театрах, но некоторые это сделали и были наказаны после войны. Многие другие актёры зарабатывали себе на жизнь, работая официантами. Адольф Дымша выступал в легальных кабаре, и ему не разрешили выступать в Варшаве в течение короткого периода после войны. Театральный продюсер Зигмунт Ипогорский-Ленкевич был расстрелян как агент гестапо.

### Средства массовой информации
Легальная пресса в оккупированной немцами Польше была инструментом немецкой пропаганды, который поляки называли gadzinówka («пресса рептилоидов»). Многие уважаемые журналисты отказались работать на немцев; а те, кто писал для прессы, контролируемой Германией, считались коллаборационистами.
Ян Эмиль Скивский, писатель и журналист крайнего национал-демократического и фашистского толка, сотрудничал с Германией, издавая пронацистские польские газеты в оккупированной немцами Польше. Ближе к концу войны он избежал наступления советских армий, бежал из Европы и провел остаток своей жизни под вымышленным именем в Венесуэле.

## Коллаборационизм и сопротивление

### Армия Крайова
Основной организацией вооруженного сопротивления в Польше была Армия Крайова (АК), насчитывавшая около 400 000 членов, включая еврейских боевиков. Командование Армии Крайовой отвергло любые переговоры с немецкими властями , но некоторые подразделения Армии Крайовой в восточной Польше все же поддерживали контакты с немцами, чтобы получить информацию о боевом духе и готовности немцев и, возможно, приобрести необходимое оружие. Немцы предприняли несколько попыток вооружить региональные подразделения Армии Крайовой, чтобы побудить их действовать против советских партизан, действовавших в районах Новогрудка и Вильнюса. Местные подразделения Армии Крайовой принимали оружие, но использовали его в своих целях, игнорируя намерения немцев и даже направляя оружие против немцев. Тадеуш Пиотровский заключает, что «[эти сделки] были чисто тактическими, краткосрочными мерами»  и цитирует Джозефа Ротшильда, что «Армия Крайова в целом не была запятнана сотрудничеством с немцами».
Руководство антинацистской и антифашистской АК не признавало легитимность действий иных польских военно-политических организаций и стремилось подчинить деятельность антифашистского и антинационал-социалистического польского сопротивления. При этом, в отличие от Гвардии и Армии Людовой, некоторые руководители АК первоначально выступали за проведение политики ожидания взаимного истощения сил Германии, тех кто вместе с ней и СССР и ограничения боевой и диверсионной деятельности против германских сил в Польше (а снижение активности партизан соответствовало германским интересам). Но в скором времени они от этой затеи отказались и активно присоединились к борьбе с немцами и их союзниками.
Уже в 1943 году руководство АК активизировало контакты с руководством организации Национальных вооружённых сил, объединявших всех, кто был за правые и ультраправые идеи. При этом к концу 1943 года начинают ухудшаться отношения между АК и Гвардией Людовой и советским сопротивлением. В октябре 1943 года некоторые бойцы АК начали убивать партизан Гвардии Людовой и представителей иных ультралевых и левых, в особенности коммунистических и социалистических сил.
В 1943 году имели место случаи боевых столкновений некоторых сил АК с некоторыми советскими ополченцами на территории Западной Белоруссии, Западной Украины и Литвы. Документы об этом из московского архива, историк Бернхард Чиари опубликовал в журнале «Остойропа».
- В декабре 1943 года командир Столбцовского соединения Армии Крайовой А. Пильх («Гура») заключил с немцами договор о сотрудничестве в борьбе с советскими и польскими партизанами взамен на обеспечение его оружием.
- 22 декабря 1943 года в Лиде договор с немцами заключил командир Наднеманского соединения АК Ю. Свида («Лях»), который на протяжении января-марта 1944 получил от немцев пять партий оружия.
- В феврале 1944 года оберштурмбанфюрер СС Штраух сообщал в своем рапорте: «Содружество с белопольскими бандитами продолжается. Отряд в 300 человек в Ракове и Ивенце оказался очень полезен. Переговоры с бандой Рагнера (Стефана Зайончковского) в одну тысячу человек закончены. Банда Рагнера усмиряет территорию между Неманом и железной дорогой Волковыск-Молодечно, между Мостами и Ивье. Установлена связь с другими польскими бандами»[источник не указан 304 дня].
- 7 февраля 1944 года командующий Виленским округом АК полковник АК Александр Крыжановский («Вильк») заключил с германцами сделку о сотрудничестве в регионе Вильно: германцы снабжали поляков оружием, медикаментами, лечили раненых, а поляки выразили готовность оказать в долговременном плане помощь Гитлеру в войне против СССР и его союзников, выделив для этой цели 18 пехотных батальонов. За это они потребовали прекращения национал-социалистического террора и признания польских границ по состоянию на 1939 года. Для «испытания на прочность немецко-польского сотрудничества» представители Армии Крайовой, которые сотрудничали с нацистами и их союзниками, передали в подчинение германскому командованию «3-ю польскую партизанскую бригаду». Получив от немцев карты и разведданные, бригада, по приказу немецкого командования, атаковала советских белорусских партизан[11].

### Национальные вооружённые силы
Польские правые Национальные вооружённые силы (пол. Narodowe Siły Zbrojne, или NSZ) — националистическая антикоммунистическая организация, которая не имела единой политики в отношении еврейского сопротивления. Их отношение к ним основывалось на антикоммунизме, воспринимая еврейских партизан как «просоветские элементы». Хотя НВС принимали всех, в том числе евреев,  некоторые из них несколько раз убивали или доставлял еврейских партизан немецким властям, а также убивали еврейских беженцев. Некоторые части НВС также часто вступали в стычки с партизанами Армии Людовой.
27 октября 1943 года газета «Wielka Polska» (печатный орган «Национальной партии», вооружёнными формированиями которой являлись силы НВС) призвала своих сторонников «немедленно приступить к беспощадной борьбе, преследующей цель уничтожить коммунистические организации в Польше».
Особенно интенсивный характер имело противостояние в Келецком воеводстве, где в период с декабря 1943 по февраль 1944 года действовали отряды НВС из группы «Сосна» (переименованные в «Лес 1» и «Лес 2»). В период с ноября 1943 по март 1944 года бывшими боевиками НВС здесь были убиты 40 активистов Польской рабочей партии и бойцов Гвардии Людовой, несколько активистов Крестьянских батальонов и ещё несколько человек были выданы ими гестапо.
После разгрома германских войск и их союзников под Сталинградом руководство НВС рассматривало СССР и его левых и леворадикальных союзников как «врага № 1» наравне с Германией и её союзниками. После поражения германской армии в сражении на Курской дуге летом 1943 года командование НВС пришло к выводу, что СССР является угрозой для Польши также как и Рейх и его союзники, но поражение последних — дело времени. Во второй половине 1943 года некоторые партизанские отряды НВС начали заключать с национал-социалистическими властями и их союзниками (в основном с военными и полицией) тактические соглашения местного значения (в частности, в районах Кельце и Люблина). По мере продвижения на запад линии Восточного фронта, контакты с немцами и их союзниками усиливались. Так, прочные связи были установлены с гауптштурмфюрером СС Паулем Фуксом, шефом гестапо в районе Радома. Посредником между ним и бывшими членами НВС была Организация Тома", которую возглавлял Хуберт Юра («Том»), бывший командир отряда НВС «Сосна». После вступления РККА и Войска Польского на территорию Польши летом 1944 года связи с национал-социалистами и их союзниками ещё более активизировались.
По крайней мере, две части НВС действовали в сотрудничестве с немцами в разное время. В конце 1944 года, перед лицом наступающих советских войск, Свентокшиская бригада — «бригада Святого креста», которую возглавлял полковник польской кавалерии Антони Шацкий, численностью 800—1500 бойцов решила сотрудничать с немцами. Она прекратила военные действия против них, приняла их материально-техническую помощь и скоординировала свой отход в протекторат Богемии и Моравии, а далее и на запад, навстречу армии США. В ходе своего марша они освободили узников (около 700 заключенных, в том числе 167 поляков) концентрационного лагеря Голишов. В плен были взяты 200 охранников. Американское командование, думая, что это союзное подразделение, взяло бригаду под свою защиту, поручило ей охрану лагерей немецких военнопленных и затем позволило её солдатам и офицерам укрыться в американской оккупационной зоне.
В послевоенной Польше солдаты и офицеры бригады Святого креста были заочно осуждены.

### Меч и плуг
Представители организации «Меч и плуг» («Miecz i Pług») в 1941 году установили контакты с радомским Гестапо. В мае 1943 года руководитель организации Анатоль Словиковски, он же «Анджей Незнаны» направил письмо к Адольфу Гитлеру с предложением создать польские вооружённые подразделения, которые должны были совместно с войсками Германии сражаться против большевизма и партизан. Организацию уничтожил агент НКВД Богуслав Грынкевич.

### Мушкетёры
В декабре 1941 года некоторые члены организации «Мушкетёры» выступали за сотрудничество с нацистской Германией и считали СССР таким же главным врагом, как и Германию. Они направили в Германию эмиссара с предложением к генералу Владиславу Андерсу начать военные действия против СССР. После роспуска организации в августе 1942 года большая часть активистов перешла в Армию Крайову. Руководитель капитан Витковский был приговорен к смертной казни.

## Холокост
Историк Мартин Уинстон пишет, что лишь меньшинство поляков принимало участие либо в преследовании, либо в помощи евреям. Он сравнивает Польшу с другими оккупированными странами и утверждает, что бо́льшая часть общества была безразлична. Что касается предполагаемой низкой решимости поляков спасать евреев, Уинстон пишет, что эта тенденция может быть частично объяснена страхом казни со стороны немцев. Тем не менее он отмечает, что немцы выносили смертные приговоры за многие другие действия, и цитирует Михала Берга: «[Полякам] грозила смерть не только за то, что они укрывали евреев, но и за многие другие вещи… [но] они продолжали это делать. Почему их пугала только помощь евреям?» Уинстон комментирует: «Вполне возможно, что риск спрятать еврея был выше, но это само по себе наводит на размышления, поскольку немцы были не единственной опасностью»; далее он поясняет, что поляки, которые помогали евреям, боялись последствий даже после освобождения.
Социолог Ян Гросс пишет, что ведущую роль в погроме в Едвабне 1941 года сыграли четверо поляков, в том числе Ежи Лауданьский и Кароль Бардонь, которые ранее сотрудничали с советским НКВД, а теперь пытались превратиться в преданных пособников немцев. [73]
Историк Джон Коннелли писал, что подавляющее большинство этнических поляков проявило безразличие к судьбе евреев; и что «польская историография не решается рассматривать [соучастие евреев в Холокосте] как сотрудничество… [вместо этого рассматривая его] как форму „деморализации“ общества». Клаус-Петер Фридрих писал, что "большинство [поляков] заняло политику выжидания… В глазах еврейского населения [это] почти неизбежно должно было выглядеть как молчаливое одобрение действий [немецкого] оккупанта. "По данным историка Гуннара Паулссона, в оккупированной Варшаве (город с населением 1,3 миллиона человек, в том числе 350 000 евреев до войны) от 3000 до 4000 поляков действовали как шантажисты и информаторы (шмальцовники), которые сдавали евреев и других поляков, оказывавших помощь евреям. Гжегож Берендт оценивает количество польских граждан, участвовавших в антиеврейских акциях, как «группу из десятков тысяч человек».
В 2013 году историк Ян Грабовский в своей книге «Охота на евреев» написал, что «можно предположить, что число жертв охотников на евреев (юденягдов) может достигать 200 000 — и это только в Польше». Некоторые учёные высоко оценили книгу за её содержание. подход и анализ, в то время как ряд других историков критиковали его методологию за отсутствие реальных полевых исследований, и утверждали, что его оценка в 200 000 человек была слишком высокой.
Львовский погром был осуществлен Организацией украинских националистов (ОУН), Украинской народной милицией и местными украинскими бандами во Львове в период с июня по июль 1941 года, вскоре после захвата города немцами. Погром был организован руководителями немецкой айнзацгруппы «С» СС и ОУН под предлогом того, что местные евреи несут ответственность за предыдущие советские зверства в городе. В общей сложности украинцы убили около 6000 евреев, а затем ещё 3000 казнили в ходе последующих убийств айнзацгруппы. Кульминацией погрома стала так называемая резня «Петлюровских дней», когда было убито более 2000 евреев.

## Коллаборационизм этнических меньшинств
Немцы использовали метод «разделяй и властвуй», чтобы создать напряженность в польском обществе, предоставив преференциальное отношение нескольким непольским этническим группам или наоборот, в случае еврейского меньшинства.

### Немецкие меньшинства
Во время вторжения в Польшу в сентябре 1939 года представители немецкого этнического меньшинства в Польше, которое до войны насчитывало около 750 000 человек, помогали нацистской Германии в её военных действиях. Число немцев в довоенной Польше, принадлежавших к пронацистским немецким организациям, оценивается примерно в 200 000 человек, в основном это члены пронемецких партий в Польше. Они совершали диверсии, отвлекали регулярные силы и совершали многочисленные зверства против мирного населения. Кроме того, активисты немецкого меньшинства помогли составить список из 80 000 поляков, которые должны были быть арестованы после вторжения в Польшу немецких войск; большинство из тех, кто попал в список, погибли в первые несколько месяцев войны. Власти Германии высоко оценили фольксдойче за предоставление информации о Польше и польских активистах, что считалось неоценимым для успешной военной кампании против Польши.
Вскоре после вторжения Германии в Польшу было сформировано вооруженное ополчение этнических немцев Volksdeutscher Selbstschutz, насчитывавшее около 100 000 членов. Оно помогло организовать операцию «Танненберг» по массовому убийству польской элиты. В начале 1940 года Selbstschutz была расформирована, а её члены были переведены в различные подразделения СС, гестапо и немецкой полиции. Фольксдойче Миттельштелле (Volksdeutsche Mittelstelle) организовала крупномасштабное грабежи собственности и перераспределила товары в пользу фольксдойче. Им предоставили квартиры, мастерские, фермы, мебель и одежду, конфискованную у поляков-евреев и этнических поляков. В гданьской Померании к 22 ноября 1939 года 30 % немецкого населения (38 279 человек) присоединились к Selbstschutz (почти все немцы в регионе) и казнили около 30 000 поляков.
Во время немецкой оккупации Польши нацистские власти учредили Немецкий народный список (Deutsche Volksliste), или «ННС», в соответствии с которым бывшие польские граждане немецкой национальности были зарегистрированы как фольксдойче. Немецкие власти поощряли регистрацию этнических немцев и во многих случаях сделали её обязательной. Те, кто присоединился, получили льготы, в том числе лучшее питание и лучший социальный статус. Однако фольксдойче были обязаны нести военную службу Третьему рейху, и сотни тысяч человек добровольно или по принуждению присоединились к немецкой армии.
По словам Рышарда Качмарека, в 1939 году немецкое меньшинство в Польше насчитывало около 750 000 человек и составляло основных граждан-коллаборационистов.

### Украинцы и белорусы
До войны в Польше проживало значительное количество украинских и белорусских меньшинств в её восточных регионах, кресах. После советского вторжения в восточную Польшу 17 сентября 1939 года эти территории были аннексированы СССР. После вторжения Германии в Советский Союз в июне 1941 года немецкие власти вербовали украинцев и белорусов, которые были гражданами Польши до сентября 1939 года, для службы в войсках СС и вспомогательных полицейских подразделениях, а также в качестве охранников в управляемых немцами лагерях смерти, созданных нацистами в оккупированной Польше, и для оказания помощи в антипартизанских операциях. В области Галиции дивизия СС «Галичина» и украинская вспомогательная полиция, состоящая из добровольцев этнического украинского происхождения, принимали участие в массовых убийствах и преследованиях поляков и евреев. Кроме того, ещё во время сентябрьской кампании Организация украинских националистов (ОУН) была «верным немецким вспомогательным устройством», проводившим диверсии против польских объектов по приказу Абвера.

### Еврейские коллаборационисты
Меньшинство евреев предпочло сотрудничать с немцами. Евреи помогали немцам в обмен на ограниченную свободу, безопасность и другие компенсации (еда, деньги). Некоторые руководствовались исключительно личными интересами, такими как личное выживание, месть или жадность; другие были вынуждены сотрудничать с немцами.
Юденрат (Judenrat, буквально «еврейский совет») представляли собой управляемые евреями руководящие органы, созданные нацистскими властями в еврейских гетто на территории оккупированной немцами Польши. Юденрат действовали как самодостаточные посредники и использовались немцами для контроля еврейского населения и управления повседневной администрацией гетто. Немцы также требовали от Юденрата конфискации имущества, организации принудительного труда, сбора информации о еврейском населении и содействия депортации в лагеря смерти. во взяточничестве и других злоупотреблениях. В Лодзинском гетто правление главы юденрата Хаима Румковского было особенно бесчеловечным, поскольку он, как известно, избавлялся от своих политических оппонентов, передавая их имена для депортации в концентрационные лагеря, копил продовольственные пайки и подвергал сексуальному насилию еврейских девочек. Тадеуш Пиотровский процитировал выжившего еврея Баруха Мильха, который писал, что «юденрат стал инструментом в руках гестапо для уничтожения евреев… я не знаю ни одного случая, когда юденрат бескорыстно помог бы какому-нибудь еврею», Пиотровский предупреждает, что «Мильх представляет собой конкретное описание конкретного места и времени… поведение членов Юндерата не было единообразным». Немецкие власти столкнулись бы со значительными трудностями при составлении подробных списков еврейского населения, что позволило бы, по крайней мере, некоторым евреям избежать депортации.
Еврейская полиция гетто (Jüdischer Ordnungsdienst) состояла из добровольцев, набранных из числа евреев, живущих в гетто, на которых можно было положиться в выполнении приказов Германии. Им выдавались дубинки, официальные повязки, фуражки и значки, и они отвечали за общественный порядок в гетто. Также полицейские использовались немцами для обеспечения депортации других евреев в концентрационные лагеря. Численность еврейской полиции сильно различалась в зависимости от местоположения: в Варшавском гетто насчитывалось около 2500 человек, в Лодзинском гетто — 1200 человек, а в гетто меньшего размера, например во Львове, — около 500 человек. Еврейская полиция гетто «иногда превосходит немецкую», ведь члены этого формирования отличились своей шокирующей коррупцией и безнравственностью.
В Варшаве коллаборационистские группы «Жагев» и «Группа 13», возглавляемые Авраамом Ганцвайхом и в просторечии известные как «еврейское гестапо», нанесли крупный ущерб как еврейскому, так и польскому подпольному сопротивлению. Более тысячи таких еврейских пособников нацистов, часть из которых была вооружена огнестрельным оружием,  служили в немецком гестапо в качестве информаторов о попытках польского сопротивления скрыть евреев, и занимались рэкетом, шантажом и вымогательством в Варшавском гетто. Группе из 70 человек, возглавляемой еврейским коллаборационистом по имени Хенинг, было поручено действовать против польского сопротивления, и она была расквартирована в штаб-квартире гестапо в Варшаве на улице Шуха.  Подобные группы и отдельные лица действовали в городах и поселках по всей оккупированной Польши, в том числе Юзефа Диамана в Кракове и Шаму Грайера в Люблине. По оценкам, в конце 1941 и начале 1942 года в генерал-губернаторстве насчитывалось около 15 000 агентов «еврейского гестапо».
Немцы использовали еврейских агентов-провокаторов, чтобы травить евреев, скрывавшихся за пределами гетто, выдавать их немцам, а иногда и заманивать в ловушку поляков, которые помогали евреям. Возможно, в самой крупной из таких акций участвовали агенты сети Жагев, которые ложно обещали евреям, скрывавшимся в Варшаве после ликвидации гетто, и которые имели или надеялись получить загранпаспорта и безопасное место в отеле «Польский»; Около 2500 евреев вышли из своих укрытий и перебрались в гостиницу, где были схвачены немцами. В другом, менее масштабном инциденте в деревне Паулинув, немцы использовали еврейского агента, чтобы тот выдал евреев; беглец искал укрытие вместе с польской семьей, а после получения помощи агент донес немцам на польскую семью, в результате чего погибли 12 поляков и несколько евреев, скрывавшихся вместе с семьей. Провокации меньшего масштаба были более распространены: еврейские агенты приближались к членам польского сопротивления с просьбой о помощи.
Некоторые члены Еврейской социальной самопомощи (Jüdische Soziale Selbsthilfe), также известной как Еврейское общество социальной помощи, сотрудничали с нацистскими властями в депортации варшавских евреев в лагеря смерти. Группа была создана как гуманитарная организация, финансируемая Американским еврейским объединённым распределительным комитетом, который также обеспечивал ей юридическое прикрытие, и ей было разрешено действовать в рамках генерал-губернаторства. Обеспокоенные её недостаточной эффективностью и видящие в ней прикрытие для зверств нацистов, как еврейские, так и польские подпольные движения активно сопротивлялись этой организации.

### Гуралы и кашубы
Немцы выделили в качестве потенциальных коллаборационистов две этнографические группы, имевшие некоторые сепаратистские интересы: кашубцев на севере и гуралов на юге. Немцы добились ограниченного успеха с гуралами — создали движение Гораленфольк, которое Катажина Шурмяк называет «самым обширным случаем сотрудничества в Польше во время Второй мировой войны».  Однако в целом, «если говорить о цифрах, попытка создать Гораленфольк потерпела неудачу… всего 18 % населения взяли гуральские удостоверения личности… гуральские школы [подвергались] постоянному бойкоту, и… попытки создать гуральскую полицию или гуральский легион СС… с треском провалились.».

## Известные коллаборационисты

### Хуберт Юра
Агент гестапо Хуберт Юра вел Герберт Юнг , известный также под прозвищем «Том», имел смешанное немецкое и польское происхождение. После исключения из Армии Крайовой за преступную деятельность Юра вместе со своими друзьями сформировал группу под названием «Организация Тома» и при поддержке Германии стремился отомстить. Им удалось внедриться в состав Национальных вооружённых сил, где Юра командовал группой солдат. В 1944 году, после подавления Варшавского восстания, в Ченстохову приехали члены Томской организации. «Организация Тома» получила от немцев виллу на улице Ясногурской, которая на несколько месяцев стала штаб-квартирой группировки. Позже в 1944 году группа солдат Национальных вооруженных сил под командованием Юры атаковала село Петрикозы. Согласно сообщению от 9 марта, двое скрывавшихся там евреев были убиты. После войны большинство членов организации бежали, и Юра, а также его бывший соратник, член гестапо Пол Фукс действовали в разведывательной сети США, созданной для работы в недавно созданных странах, контролируемых Советским Союзом. Позже Юра переехал в Венесуэлу, а в 1993 году — в Аргентину.

### Калькштейн и Качоровска
В 1942 году Людвик Калькштейн начал сотрудничать с Бланкой Качоровской в гестапо. Калькштейн и Качоровска были ответственны за последующий захват и казнь нескольких высокопоставленных офицеров польского подполья Армии Крайовой, в том числе генерала Стефана Ровецкого. В 1944 году Людвик Калькштейн служил в СС (во время Варшавского восстания). Его жену до конца войны охраняло гестапо.